# Chaetogyne zoae
Chaetogyne zoae är en tvåvingeart som beskrevs av Toma 2001. Chaetogyne zoae ingår i släktet Chaetogyne och familjen parasitflugor. Inga underarter finns listade i Catalogue of Life.